# Сатурнічні поезії
«Сатурнічні поезії» (фр. «Poèmes saturniens») — перша збірка віршів французького поета-символіста Поля Верлена, опублікована у 1866 році в Парижі.
Збірка містить вступний вірш «Давня мудрість», пролог, розділи: «Меланхолія», «Офорти», «Сумні пейзажі», «Примхи», «Інші поезії» та епілог. До книги увійшов один з найвідоміших віршів Верлена — «Осіння пісня».
Збірку відкриває вірш «Давня мудрість» (фр. «Les sages d'autrefois»), в якому йдеться про тих, що «народжені під знаком Сатурна, драпіжної планети», причому на долю цих людей припадає «багато нещасть і жовчі». Згідно з уявленнями астрологів, Сатурн — похмура, сумна планета. Отже, й людина, народжена під знаком цієї зірки, відзначається неспокійною важкою вдачею й не має щастя в житті. За такого вважав себе й Верлен. Прикметник «сатурнічний» — протиставлення «йовіальному» (народженому під знаком Юпітера), тобто людині погожої, веселої вдачі.  Термін «сатурнічний» Верлен міг запозичити з вірша «Епіграф до засудженої книги» Шарля Бодлера, що належав до його улюблених поетів. 
У «Сатурнічних поезіях» відчутний вплив естетики літературної групи «Парнас», з якою Поль Верлен був тісно пов'язаний.